# 国际数字地球学会
国际数字地球学会是由中国科学院联合数字地球领域机构组成的国际学术组织，在中华人民共和国民政部登记，是中国科学技术协会主管的社会团体，2006年在北京市成立。